# Lista recordurilor mondiale la atletism feminin până în anul 1970

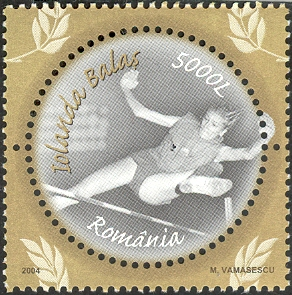
Iolanda Balaș

## 100 m
- 1908 23 august – Siina Simola, Finlanda, aleargă 100 m. în 13,9 s.
- 1922 5 august – Marie Mejzlikova, Cehia, aleargă 100 m. în 13,6 s.
- 1922 22 august – Mary Lines, Großbritannien, aleargă 100 m. în 12,8 s.
- 1934 14 septembrie – Stanislawa Walasiewicz, Polonia, aleargă 100 m în 11,7 s
- 1948 13 iulie – Francina Blankers-Koen, Olanda, aleargă 100 m în 11,5 s
- 1952 22 februarie – Marjorie Jackson, Australia, aleargă 100 m în 11,5 s
- 1952 4 iunie – Marjorie Jackson, Australia, aleargă 100 m în 11,4 s
- 1955 4 aprilie – Shirley Strickland de la Hunty, Australia, aleargă 100 m în 11,3 s
- 1958 13 mai – Vera Krepkina, Rusia, aleargă 100 m în 11,3 s
- 1960 2 iunie – Wilma Rudolph, USA, aleargă 100 m în 11,3 s
- 1961 19 august – Wilma Rudolph, USA, aleargă 100 m în 11,2 s
- 1964 15 iunie – Wyomia Tyus, USA, aleargă 100 m în 11,2 s
- 1965 31 august – Wyomia Tyus, USA, aleargă 100 m în 11,1 s
- 1965 9 aprilie – Irena Szewińska, Polonia, aleargă 100 m în 11,1 s
- 1967 2 august – Barbara Ferrell, USA, aleargă 100 m în 11,1 s
- 1968 14 iunie – Irena Szewińska, Polonia, aleargă 100 m în 11,1 s
- 1968 14 septembrie – Ludmila Samotjosova, Rusia, aleargă 100 m în 11,1 s
- 1968 15 mai – Wyomia Tyus, USA, aleargă 100 m în 11,0 s
- 1968 15 mai – Wyomia Tyus, USA, aleargă 100 m în 11,08 s
- 1970 18 august – Cheng Chi, Taiwan, aleargă 100 m în 11,0 s
- 1970 2 aprilie – Renate Meissner-Stecher, DDR, aleargă 100 m în 11,0 s

## 200 m
- 1913 28 septembrie – Lisie Nyström, Finlanda, aleargă 200 m. în 29,7 s.
- 1922 21 mai – Marie Mejzlikova, Cehia, aleargă 200 m. în 28,6 s.
- 1927 12 iunie – Eileen Edwards, Großbritannien, aleargă 200 m. în 25,4 s.
- 1933 13 august – Tolien Schuumann, Olanda, aleargă 200 m. în 24,6 s.
- 1935 14 septembrie – Stanislawa Walasiewicz, Polonia, aleargă 200 m în 23,6 s
- 1952 25 august – Marjorie Jackson, Australia, aleargă 200 m în 23,6 s
- 1952 25 august – Marjorie Jackson, Australia, aleargă 200 m în 23,4 s
- 1956 16 martie – Betty Cuthbert, Australia, aleargă 200 m în 23,2 s
- 1960 7 februarie – Wilma Rudolph, USA, aleargă 200 m în 22,9 s
- 1964 22 august – Margaret Burvill, Australia, aleargă 200 m în 22,9 s
- 1965 7 septembrie – Irena Szewińska Polonia, aleargă 200 m în 22,7 s
- 1968 18 iunie – Irena Szewińska Polonia, aleargă 200 m în 22,5 s
- 1970 12 august – Chi Cheng, Taiwan, aleargă 200 m în 22,4 s

## 400 m
- 1922 17 iulie – Mary Lines, Großbritannien, aleargă 400 m der Damen 64,4 s
- 1929 13 iulie – Marion King, Großbritannien, aleargă 400 m der Damen 59,2 s
- 1957 24 aprilie – Nancy Boyle, Australia, aleargă 400 m în  56,3 s
- 1957 10 iunie – Polina Lazareva, Rusia, aleargă 400 m în  55,2 s
- 1957 6 august – Maria Itkina, Rusia, aleargă 400 m în  53,6 s
- 1959 12 mai – Maria Itkina, Rusia, aleargă 400 m în  53,4 s
- 1962 23 mai – Shin Kim Dan, Coreea de Nord, aleargă 400 m în  51,9 s
- 1969 18 octombrie – Nicole Duclos, Franța, aleargă 400 m în  51,7 s
- 1970 25 ianuarie – Marilyn Neufville, Jamaica, aleargă 400 m în  51,0 s

## 800 m
- 1922 20 august – Georgette Lenoir, Franța, aleargă 800 m în 02:30,4 min.
- 1927 7 august – Lina Radke, Germania, aleargă 800 m în 02:23,8 min.
- 1928 2 august – Lina Batschauer-Radke, Germania, aleargă 800 m în 02:16,8 min
- 1944 27 august – Anna Larsson, Suedia, aleargă 800 m în 02:15,9 min
- 1945 17 august – Anna Larsson, Suedia, aleargă 800 m în 02:14,8 min
- 1945 30 august – Anna Larsson, Suedia, aleargă 800 m în 02:13,8 min
- 1950 17 iulie – Jevdokia Vasiljeva, Rusia, aleargă 800 m în 02:13,0 min
- 1951 26 august – Nina Pletnjowa, Rusia, aleargă 800 m în 02:12,0 min
- 1952 15 iunie – Nina Pletnjowa Rusia, aleargă 800 m în 02:08,5 min
- 1953 27 august – Nina Otkalenko, Rusia, aleargă 800 m în 02:07,3 min
- 1954 16 septembrie – Nina Otkalenko, Rusia, aleargă 800 m în 02:06,6 min
- 1955 14 septembrie – Nina Otkalenko, Rusia, aleargă 800 m în 02:05,0 min
- 1960 3 iulie – Ludmila Shevtsova, Rusia, aleargă 800 m în 02:04,3 min
- 1963 3 martie – Dixie Willis, Australia, aleargă 800 m în 02:01,2 min
- 1964 20 octombrie – Ann Packer, Großbritannien, aleargă 800 m în 02:01,1 min
- 1967 28 iunie – Judy Pollock, Australia, aleargă 800 m în 02:01,0 min
- 1968 20 iulie – Vera Nikolic, Iugoslavia, aleargă 800 m în 02:00,5 min

## 1000 m
- 1922 6 august – Georgette Lenoir, Franța, aleargă 1000 m. în 03:17,4 min.
- 1956 23 septembrie – Elisabeth Buda, România, aleargă 1000 m. în 02:50,2 min.
- 1969 5 septembrie – Waltraud Pöhland, DDR, aleargă 1000 m. în 02:42,1 min.

## 1500 m
- 1936 30 iulie – Jewdokija Wasiljewa, Rusia, aleargă 1500 m. în 04:47,2 min
- 1952 30 august – Nina Otkalenko, Rusia, aleargă 1500 m. în 04:37,0 min.
- 1957 19 iulie – Diane Leather, Großbritannien, aleargă 1500 m. în 04:29,7 min.
- 1967 3 februarie – Anne Smith, Großbritannien, aleargă 1500 m în in 04:17,3 min
- 1967 24 iunie – Maria Gommers, Niederlande, aleargă 1500 m în in 04:15,6 min
- 1969 2 decembrie – Paola Pigni, Italia, aleargă 1500 m în in 04:12,4 min
- 1969 20 mai – Jaroslava Jehlickova, Cehia, aleargă 1500 m în in 04:10,7 min

## 3000 m
- 1966 23 iulie – Roberta Picco, Canada, aleargă 3000 m în 09:44,0 min.

## 5000 m
- 1969 11 mai – Paola Pigni, Italia, aleargă 5000 m în 16:17,4 min.
- 1969 2 septembrie – Paola Pigni, Italia, aleargă 5000 m în 15:53,6 min.

## 10.000 m
- 1970 9 mai – Paola Pigni, Italia, aleargă 10.000 m în 35:30,5 min.

## 100 m garduri
- 1969 20 iulie – Karin Balzer, DDR, aleargă 100 m garduri în 13,3 s
- 1969 20 iulie – Teresa Sukniewicz, Polonia, aleargă 100 m garduri în 13,3 s
- 1969 27 aprilie – Karin Balzer, DDR, aleargă 100 m garduri în 13,0 s
- 1969 5 noiembrie – Karin Balzer, DDR, aleargă 100 m garduri în 12,9 s
- 1970 12 decembrie – Chi Cheng, Taiwan, aleargă 100 m garduri în 12,8 s

## 10.000 m marș
- 1942 9 august – May Holmén, Suedia marș 10.000 m în 51:14 min.
- 1942 23 august – Stina Lindberg, Suedia marș 10.000 m în in 51:11 min.

## 20.000 m marș
- 1931 14 mai – Antonie Odvárková, Cehia, marș 20.000m în 02:14,1 h
- 1934 9 august – Lina Aebersold, Elveția, marș 20.000m în 01:59,0 h
- 1962 28 august – Marie van Tonder, Africa de Sud, marș 20.000 m în 01:57,4 h
- 1963 27 mai – Irma Hansson, Suedia, marș 20.000 m în 01:57,3 h
- 1967 22 iunie – Irma Hansson, Suedia, marș 20.000m în 01:54,3 h
- 1968 27 mai – Karin Müller, Danemarca, marș 20.000m în 01:53,5 h
- 1969 12 iunie – Irma Hansson, Suedia, marș 20.000 m în 01:51,1 h

## Maraton
- 1926 3 octombrie – Violet Piercy, Großbritannien, maraton în 03:40:22 h.
- 1963 15 octombrie – Merry Lepper, USA, maraton în 03:37:07 h
- 1964 23 iunie – Dale Greig, Großbritannien, maraton în 03:27:45 h
- 1964 21 august – Mildred Sampson, Noua Zeelandă, maraton în 03:19:33 h
- 1967 6 iulie – Maureen Wilton, Canada, maraton în 03:15:22 h
- 1967 16 octombrie – Anni Pede-Erdkamp, Germania, maraton în 03:07:26 h
- 1970 28 aprilie – Caroline Walker, USA, maraton în 03:02:53 h

## Săritură în înălțime
- 1932 6 septembrie – Jean Shiley, USA, sare la înălțime 1,65 m
- 1939 29 iunie – Dorothy Odam, Großbritannien, sare la înălțime 1,66 m
- 1943 30 iunie – Fanny Blankers-Koen, Olanda, sare la înălțime 1,71 m
- 1951 7 august – Sheila Lerwill, Großbritannien, sare la înălțime 1,72 m
- 1954 22 octombrie – Aleksandra Tshudina, Rusia, sare la înălțime 1,73 m
- 1956 5 iunie – Thelma Hopkins, Großbritannien, sare la înălțime 1,74 m
- 1956 14 august – Iolanda Balaș, România, sare la înălțime 1,75 m
- 1956 1 noiembrie – Mildred McDaniel, USA, sare la înălțime 1,76 m
- 1957 17 iunie – Cheng Feng-jung, China, sare la înălțime 1,77 m
- 1958 4 mai – Iolanda Balaș, România, sare la înălțime 1,82 m
- 1958 18 iunie – Iolanda Balaș, România, sare la înălțime 1,83 m
- 1959 21 martie – Iolanda Balaș, România, sare la înălțime 1,84 m
- 1960 6 iulie – Iolanda Balaș, România, sare la înălțime 1,85 m
- 1961 18 iulie – Iolanda Balaș, România, sare la înălțime 1,88 m
- 1961 8 august – Iolanda Balaș, România, sare la înălțime 1,90 m
- 1961 16 august – Iolanda Balaș, România, sare la înălțime 1,91 m

## Săritură în lungime
- 1913 7 aprilie – Ellen Hayes, USA,sprang im Weitsprung der Damen 5,00 m
- 1923 23 septembrie – Marie Mejzlikova, Cehia,sprang im Weitsprung der Damen 5,30 m
- 1926 28 august – Kinue Hitomi, Japonia,sprang im Weitsprung der Damen 5,50 m
- 1928 20 iunie – Kinue Hitomi, Japonia, sare în lungime 5,98 m
- 1939 30 august – Christel Schulz, Germania, sare în lungime 6,12 m
- 1943 19 mai – Fanny Blankers-Koen, Olanda, sare în lungime 6,25 m
- 1954 20 august – Yvette Williams, Noua Zeelandă, sare în lungime 6,28 m
- 1955 18 iunie – Galina Winogradowa, Rusia sare în lungime 6,31 m
- 1956 2 septembrie – Elzbieta Krzesinska, Polonia, sare în lungime 6,35 m
- 1960 6 septembrie – Hildrun Claus, DDR, sare în lungime 6,40 m
- 1961 23 iulie – Hildrun Claus, DDR, sare în lungime 6,42 m
- 1961 16 august – Tatjana Schtschelkanowa, Rusia, sare în lungime 6,48 m
- 1962 10 august – Tatjana Schtschelkanowa, Rusia, sare în lungime 6,53 m
- 1964 4 august – Tatjana Schtschelkanowa, Rusia, sare în lungime 6,70 m
- 1964 14 octombrie - Mary Rand, Marea Britanie, sare în lungime 6,76 m
- 1968 14 iunie – Viorica Viscopoleanu, România, sare în lungime 6,82 m
- 1970 3 martie – Heide Rosendahl, Germania, sare în lungime 6,84 m

## Triplusalt
- 1922 13 iunie – Elizabeth Stine, USA, realizează la triplusalt 10,32 m
- 1923 15 octombrie – Adrienne Kaenel, Elveția, realizează la triplusalt 10,50 m
- 1926 17 mai – Kinue Hitomi, Japonia, realizează la triplusalt 11,62 m
- 1939 21 iunie – Rie Yamaguchi, Japonia, realizează la triplusalt 11,66 m
- 1959 18 decembrie – Mary Bignal, Großbritannien, realizează la triplusalt 12,22 m

## Aruncare cu greutatea
- 1924 14 iulie – Violetta Gorraud, Franța, aruncă greutatea 10,15 m
- 1928 3 iunie – Ruth Lange, Germania, aruncă greutatea 11,52 m
- 1928 15 iulie – Grete Heublein, Germania, aruncă greutatea 11,96 m
- 1931 16 august – Grete Heublein, Germania, aruncă greutatea 13,7 m
- 1934 15 iulie – Gisela Mauermayer, Germania, aruncă greutatea 14,38 m
- 1948 4 august – Tatjana Sewrjukowa, Rusia, aruncă greutatea 14,59 m
- 1950 9 noiembrie – Anna Andrejewa, Rusia, aruncă greutatea 15,02 m
- 1953 9 octombrie – Galina Sybina, Rusia, aruncă greutatea 16,2 m
- 1956 13 octombrie – Galina Sybina, Rusia, aruncă greutatea 16,76 m
- 1959 26 aprilie – Tamara Press, Rusia, aruncă greutatea 17,25 m
- 1962 10 iunie – Tamara Press, Rusia, aruncă greutatea 18,55 m
- 1965 19 septembrie – Tamara Press, Rusia, aruncă greutatea 18,59 m
- 1968 22 septembrie – Margitta Gummel, DDR, aruncă greutatea 18,87 m
- 1968 20 octombrie – Margitta Gummel, DDR, aruncă greutatea 19,61 m
- 1969 13 iulie – Nadeschda Tschischowa, Rusia, aruncă greutatea 20,09 m

## Aruncare cu discul
- 1923 23 mai – Yvonne Tembouret, Franța, aruncă discul 27,39 m
- 1924 14 aprilie – Lucie Petit, Franța, aruncă discul 27,7 m
- 1924 21 august – Lucie Petit/Daigré, Franța, aruncă discul 28,32 m
- 1924 31 mai – Violette Gouraud-Morris, Franța, aruncă discul 30,1 m
- 1925 10 iunie – Halina Konopacka, Polonia, aruncă discul 31,23 m
- 1925 11 iunie – Marie Vidláková, Cehia, aruncă discul 31,15 m
- 1925 21 februarie – Halina Konopacka, Polonia, aruncă discul 33,4 m
- 1926 23 iulie – Halina Konopacka, Polonia, aruncă discul 34,15 m
- 1926 7 septembrie – Halina Konopacka, Polonia, aruncă discul 34,90 m
- 1927 4 martie – Halina Konopacka, Polonia, aruncă discul 39,18 m
- 1928 31 august – Halina Konopacka, Polonia, aruncă discul 39,62 m
- 1932 15 iulie – Jadwiga Wajs, Polonia, aruncă discul 40,34 m
- 1932 16 iulie – Jadwiga Wajs, Polonia, aruncă discul 40,39 m
- 1932 19 august – Grete Heublein, Germania, aruncă discul 40,84 m
- 1932 19 decembrie – Jadwiga Wajs, Polonia, aruncă discul 42,43 m
- 1933 3 iulie – Jadwiga Wajs, Polonia, aruncă discul 42,56 m
- 1933 15 august – Jadwiga Wajs, Polonia, aruncă discul 43,08 m
- 1934 10 iunie – Jadwiga Wajs, Polonia, aruncă discul 43,08 m
- 1934 10 mai – Jadwiga Wajs, Polonia, aruncă discul 43,79 m
- 1934 14 septembrie – Jadwiga Wajs, Polonia, aruncă discul 44,19 m
- 1935 2 iulie – Gisela Mauermayer, Germania, aruncă discul 44,34 m
- 1935 23 iulie – Gisela Mauermayer, Germania, aruncă discul 44,77 m
- 1935 23 iulie – Gisela Mauermayer, Germania, aruncă discul 45,53 m
- 1935 29 august – Gisela Mauermayer, Germania, aruncă discul 45,97 m
- 1935 29 august – Gisela Mauermayer, Germania, aruncă discul 46,1 m
- 1936 14 iulie – Gisela Mauermayer, Germania, aruncă discul 47,12 m
- 1936 14 iulie – Gisela Mauermayer, Germania, aruncă discul 47,99 m
- 1939 18 noiembrie – Nina Dumbadze, Rusia, aruncă discul 49,11 m
- 1939 29 mai – Nina Dumbadze, Rusia, aruncă discul 49,54 m
- 1944 13 septembrie – Nina Dumbadze, Rusia, aruncă discul 49,88 m
- 1948 7 septembrie – Nina Dumbadze, Rusia, aruncă discul 53,25 m
- 1951 27 iunie – Nina Dumbadze, Rusia, aruncă discul 53,37 m
- 1952 8 septembrie – Nina Romashkova, Rusia, aruncă discul 53,61 m
- 1960 12 octombrie – Tamara Press, Rusia, aruncă discul 57,15 m
- 1961 1 mai – Tamara Press, Rusia, aruncă discul 58,06 m
- 1961 20 mai – Tamara Press, Rusia, aruncă discul 58,98 m
- 1965 10 octombrie – Tamara Press, Rusia, aruncă discul 59,7 m
- 1967 5 mai – Liesel Westermann, Germania, aruncă discul 61,26 m
- 1968 26 iunie – Christine Spielberg, DDR, aruncă discul 61,64 m
- 1969 18 iulie – Liesel Westermann, Germania, aruncă discul 62,7 m
- 1969 27 octombrie – Liesel Westermann, Germania, aruncă discul 63,96 m

## Aruncare cu ciocanul
- 1931 18 mai – Aurora Villa, Spania, aruncă ciocanul 18,58 m
- 1932 19 iulie – Margareta Moles, Spania, aruncă ciocanul 22,85 m

## Aruncare cu sulița
- 1922 30 iulie – Marie Mejzlíková, Cehia aruncă sulița 24,95 m.
- 1922 6 august – Bozena Sramkova, Cehia, aruncă sulița 25,01 m.
- 1928 18 august – Guschi Hargus, Germania, aruncă sulița 38,39 m.
- 1930 4 iulie – Babe Didrikson, USA aruncă sulița 40, 68 m.
- 1930 12 iulie – Ellen Braumüller, Germania, aruncă sulița 40,27 m.
- 1932 12 iunie – Elisabeth Schumann, Germania, aruncă sulița 44,64 m.
- 1932 18 iunie – Nian Gindele, USA, aruncă sulița 46,74 m.
- 1942 21 iunie – Annelie Steinheuer, Germania, aruncă sulița 47,24 m.
- 1949 5 august – Natalja Smirnizkaja, URSS, aruncă sulița 53,41 m.
- 1954 6 august – Nadeschda Konjajewa, URSS, aruncă sulița 55,48 m.
- 1958 1 iunie – Dana Zatopkova, Cehia, aruncă sulița 55,73 m.
- 1958 24 iulie - Anna Pazera, Australia, aruncă sulița 57,40 m
- 1958 30 octombrie - Birutė Zalogaitytė, URSS, aruncă sulița 57,49 m
- 1960 3 mai – Elvīra Ozoliņa, URSS, aruncă sulița 57,92 m
- 1960 4 iunie – Elvīra Ozoliņa, URSS, aruncă sulița 59,55 m
- 1963 3 iulie – Elvīra Ozoliņa, URSS, aruncă sulița 59,78 m.
- 1964 16 octombrie – Jelena Gorschakova, URSS, aruncă sulița 62,4 m.